# 프레데리크 비트만
프레데리크 비트만(독일어: Frederik Wiedmann)는 독일 출신의 작곡가이다. 《배트맨의 아들》을 비롯 DC 코믹스 기반 애니메이션 영화의 OST를 작업했다.